# Jean-Baptiste d'Albertas
Pour les articles homonymes, voir Jean-Baptiste d'Albertas (1716-1790) et D'Albertas.
Jean-Baptiste Suzanne, marquis d'Albertas, né le 24 mai 1747 à Paris, paroisse Saint-Sulpice et mort le 3 septembre 1829 à Gémenos (Bouches-du-Rhône), est un homme politique français.

## Biographie
Jean-Baptiste Suzanne d'Albertas est le fils de Jean-Baptiste d'Albertas (1716-1790) - premier président de la Cour des comptes, aides et finances de Provence et du Parlement de Provence - et de Marguerite-Françoise de Montullé (1724-1800), elle-même étant une des filles de Jean-Baptiste de Montullé et aussi une des petites-filles du manufacturier des Gobelins, Jean Glucq. 
Dès 1775 jusqu'à la Révolution, il remplace son père (qui connait une fin tragique, assassiné - pendant le banquet qu'il offrait en l'honneur de la fête de la Fédération - par Anicet Martel le 14 juillet 1790) en tant que président de la Cour des comptes de Provence. Avocat général puis président en la Cour des comptes, aides et finances de Provence, il se tient à l'écart de toute vie politique jusqu'à l'arrivée de Louis XVIII et le 10 juin 1814, le nouveau marquis d'Albertas est nommé préfet des Bouches-du-Rhône par le roi. Le retour de Napoléon en 1815 met fin à toutes ses fonctions administratives mais pour récompenser son dévouement à la cause royaliste lors de la seconde Restauration, il est choisi par Louis XVIII pour siéger à la Chambre des pairs le 17 juin 1815 où il se rend régulièrement jusqu'à sa mort survenue le 3 septembre 1829 au château d'Albertas à Gémenos. 
Jean-Baptiste Suzanne, marquis d'Albertas, épouse le 14 octobre 1781 à Tresques dans le Gard, Marie Charlotte de Vogüé (sœur d'Eugène Jacques Joseph Innocent de Vogüé) dont il a deux fils : 
- Auguste-Félix, marquis d'Albertas, né le 24 juillet 1789 à Bouc-Bel-Air (Bouches-du-Rhône) et décédé le 16 avril 1872 à Bouc-Bel-Air (Bouches-du-Rhône), pair de France; marié le 20 juillet 1812 à Aix-en-Provence (Bouches-du-Rhône) avec Flavie de Caussini de Valbelle, née le 7 février 1792, paroisse Saint-Sauveur à Aix-en-Provence (Bouches-du-Rhône) et décédée le 16 février 1851 à Puget-Cuers (Var)
- Alfred-Émilien, comte d'Albertas, né le 25 novembre 1790 à Aix-en-Provence (Bouches-du-Rhône) et décédé le 14 juillet 1871, marié le 15 juillet 1822 à Paris avec Laurence du Vergier de La Rochejaquelein, née le 16 janvier 1803 à Citran (Gironde) et décédée le 20 septembre 1881.

Un dessin de Carmontelle le représente - vraisemblablement au château de Sainte-Assise - en compagnie de son oncle, Jean-Baptiste-François de Montullé chez qui il séjournait souvent lorsqu'il était pensionnaire d'un collège en région parisienne.

## Sources
- « Jean-Baptiste d'Albertas », dans Adolphe Robert et Gaston Cougny, Dictionnaire des parlementaires français, Edgar Bourloton, 1889-1891 [détail de l’édition] voir les pages concernées ici et ici
- Luc Antonini, Une grande famille provençale, les d'Albertas, 1998